# Feilitzsch
Feilitzsch è un comune tedesco di 2 872 abitanti, situato nel land della Baviera.